# Sân bay Ulan-Ude
Sân bay Ulan-Ude (Baikal) (tiếng Nga:Аэропорт Улан-Удэ (Байкал)) (IATA: UUD, ICAO: UIUU) là một sân bay nằm cách 12 km về phía tây của Ulan-Ude, Nga. Sân bay này có một nhà ga xây đầu thập niên 1980 với công suất 400 lượt khách mỗi giờ. Năm 2005, sân bay này đã phục vụ 150.000 lượt khách.
Năm 2006, đường băng được xây lại với kinh phí 10 triệu USD (330 triệu rúp) và thêm 230 triệu rúp nữa trong năm 2007 để nâng cấp và hoàn thiện các hạng mục khác. Năm 2006, chính phủ Nga thông báo quyết định lập một đặc khu kinh tế cách Ulan-Ude 170 km, bên hồ Baikal, cùng với kế hoạch nâng cấp sân bay (kéo dài đường băng số 1, mở đường băng thứ 2 và các hạng mục liên quan). Sân bay này có thể đón 1 triệu lượt khách vào năm 2010.

## Các hãng hàng không
| Hãng hàng không                       | Các điểm đến | Nhà ga |
| ------------------------------------- | --- | ------ |
| Aeroflot vận hành bởi Vladivostok Air | Moscow-Sheremetyevo                                                                                                 | A      |
| Bural                                 | Irkutsk (Ngưng từ 5/6/2012), Kyzyl, Nizhneangarsk, Taksimo, Bagdarin                                                | A      |
| Eznis Airways                         | Ulan-Bator | B      |
| Iraero                                | Hailar | B      |
| NordStar                              | Chita, Krasnoyarsk                                                                                                  | A      |
| Nordwind                              | Thuê chuyến: Bangkok, Cam Ranh, Antalya                                                                             | B      |
| RusLine                               | Manzhouli, Bắc Kinh                                                                                                 | B      |
| RusLine                               | Blagoveshchensk, Irkutsk, Khabarovsk, Krasnoyarsk, Komsomolsk-On-Amur, Novosibirsk, Vladivostock, Yuzhno-Sakhalinsk | A      |
| S7 Airlines                           | Novosibirsk | A      |
| S7 Airlines vận hành bởi Globus       | Moscow-Domodedovo                                                                                                   | A      |
| S7 Airlines                           | Bắc Kinh-Thủ Đô | B      |
| Transaero                             | Moscow-Domodedovo                                                                                                   | A      |
| Tuva Airlines                         | Kyzyl | A      |
| UTair Aviation                        | Thuê chuyến: Moscow-Vnukovo                                                                                         | A      |
| Yakutia Airlines                      | Moscow-Vnukovo, Yakutsk                                                                                             | A      |